# شیوالیکا اوبروی
شیوالیکا اوبروی (زاده ۲۴ ژوئیه ۱۹۹۵) یک هنرپیشه هندی است که در فیلم‌های هندی نقش‌آفرینی می‌کند. فیلم‌هایی که او در ابتدای حرفه بازیگری حضور داشت، عشق لعنتی (۲۰۱۹) و خداحافظ (۲۰۲۰) است.

## دوران اولیه زندگی و تحصیل
مادر اوبروی، سارینا اوبروی، معلم بود. پدربزرگش مهاویر اوبروی، که وقتی پدرش خیلی جوان بود درگذشت، در سال ۱۹۶۷ یک فیلم بالیوودی به نام شبا و هرکول را تولید کرده بود
اوبروی در مدرسه آریا ویدیا ماندیر و مدرسه جمنابای نرسی در بمبئی تحصیل کرد. او از دانشگاه بمبئی فارغ‌التحصیل شد که در آنجا در رشته‌های انگلیسی و روان‌شناسی تحصیل کرد. در حالی که او فارغ‌التحصیل می‌شد یک دوره ۳ ماهه مدرک دیپلم را در مؤسسه آموزش بازیگری انوپم کهیر گذراند.

## زندگی شخصی
گزارش شده بود که شیوالیکا در روز ۱۵ ژانویه ۲۰۱۸ با بازیگر کرم راجپال، دوست پسر خود که خیلی وقت بود رابطه داشتند، نامزد کرده است. او در ماه نوامبر ۲۰۱۹، گزارش مبنی بر نامزدی خود را تکذیب کرد و این گزارش‌ها را نادرست خواند.

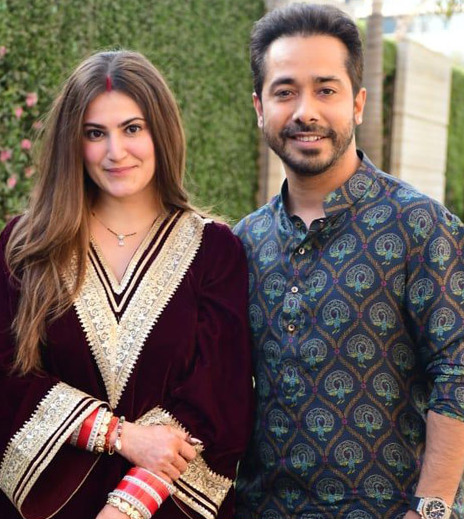
اوبروی در کنار همسر خود، آبیشک پاتاک در سال ۲۰۲۳.

در روز ۲۴ ژوئیه ۲۰۲۲، اوبروی با فیلمساز آبیشک پاتاک نامزد کرد. در ماه فوریه ۲۰۲۳، آنها در گوا ازدواج کردند.

## فیلم‌شناسی
فیلم
| سال  | نام فیلم           | نقش                | نکته                                                     | منبع.  |
| ---- | ------------------ | ------------------ | -------------------------------------------------------- | ------ |
| ۲۰۱۴ | لگد                | —                  | دستیار کارگردان                                          | [ ۱۱ ] |
| ۲۰۱۶ | خانه شلوغ ۳        | —                  | دستیار کارگردان                                          | [ ۱۲ ] |
| ۲۰۱۹ | عشق لعنتی          | میتالی "میتی" دورا | نامزد شده برای - جایزه فیلم‌فیر بهترین بازیگر تازه‌وارد زن | [ ۱۳ ] |
| ۲۰۲۰ | خداحافظ            | نرگس راجپوت چوداری |                                                          | [ ۱۴ ] |
| ۲۰۲۲ | خداحافظ (قسمت دوم) | نرگس راجپوت چوداری |                                                          | [ ۱۵ ] |

موزیک ویدئو
| سال  | عنوان            | خواننده                | منبع.  |
| ---- | ---------------- | ---------------------- | ------ |
| ۲۰۲۱ | سایونی           | یاسر دسای، رَشمیت کائور | [ ۱۶ ] |
| ۲۰۲۱ | سولمیت           | اَکول، آستا گیل         | [ ۱۷ ] |
| ۲۰۲۲ | چوتی چوتی گَلتیان | پاپون                  | [ ۱۸ ] |
| ۲۰۲۲ | رینا تِرِ پاس      | آرمان مالک             | [ ۱۹ ] |